# Weerslootbrug
De Weerslootbrug is een vaste brug in Amsterdam-Noord.
Het viaduct is gelegen in de Ringweg-Noord, een onderdeel van de Rijksweg 10. Het is het derde viaduct als men richting noorden de Zeeburgertunnel verlaat. Ze overspant daarbij de Weersloot, een sloot tussen Amsterdam-Noord en Ransdorp. Tevens overspant ze twee fietspaden die aan weerszijden van de sloot liggen; de westelijke daarvan genaamd Weerslootpad is een doorlopend fietspad tussen Noord en Ransdorp; het oostelijke loopt dood op een van de vele tuincomplexen die hier liggen. Ongeveer 25 meter ten zuiden van deze brug ligt de Gruttobrug, ook over de Weersloot, in de Zuiderzeeweg, die lange tijd de functie van ringweg vervulde, tot oplevering van dit stuk A10.
Het kunstwerk dateert uit de jaren 1987 tot en met 1990 toen aan het laatste deel van de rijksweg 10 werd gewerkt, waarbij het grootste obstakel werd gevormd door de waterwegen ter plaatse van Zeeburgerbrug en –tunnel. In september 1990 werd het traject waarin het viaduct ligt geopend.
Het ontwerp van het viaduct is afkomstig van de burelen van Rijkswaterstaat, die tevens het beheer uitvoert. Van noordoost naar zuidwest gaan over de brug:
- een vluchtstrook
- een uitvoegstrook naar afslag Durgerdam
- een uitdrijfvak
- drie rijstroken richting Zaandam
- middenberm met zicht op de Weersloot
- drie rijstroken richting Zeeburgertunnel
- een uitdrijfvlak
- invoegstrook van aflag Durgerdam
- Vluchtstrook

Anders dan bij andere viaducten in de rijksweg hoefden er hier geen geluidsschermen geplaatst worden. Omwonenden hadden in inspraakrondes voor elkaar gekregen dat de ringweg een noordelijker gelegen traject kreeg dan op de tekentafel; het geluid kon zo door een groenstrook gedempt worden. Een ander verschil met de meeste kunstwerken in de A10 is dat de balustrades en leuningen zijn uitgevoerd in de kleuren van Amsterdam: blauw en wit.
De brug ging vanaf haar oplevering naamloos door het leven. In december 2017 vernoemde de gemeente Amsterdam (bijna) alle bruggen in de Rijksweg 10 om opgenomen te worden in de Basisadministratie Adressen en Gebouwen. De vernoeming had veelal betrekking op de straat en/of gracht die het bouwwerk overspande.